# Porella apiculata
Porella apiculata là một loài rêu tản trong họ Porellaceae. Loài này được (Herzog) Swails miêu tả khoa học lần đầu tiên năm 1970.